# Марија Андрејева
Марија Фјодоровна Андрејева (рус. Мари́я Фёдоровна Андре́ева; Санкт Петербург 1868 — Москва 1953) била је руска глумица.

## Биографија
Рођена је 4. јула 1868. године у Санкт Петербургу као Марија Јурковска (рус. Мари́я Фёдоровна Юрко́вская).
Отац јој је био директор Алекандринског позоришта, Фјодор Александрович Фјодоров-Јурковски (рус. Фёдор Александрович Фёдоров-Юрковский, 1842–1915) а њена мајка била је позната глумица Марија Павловна (рус. Марии Павловны Юрковской). Као дете из породице која је припадала позоришној заједници, одрасла је окружена уметницима.
По завршетку школе глуме, са навршених 18 година, отишла је у Казањ где се удала за Андреја Жељабушског, богатог железничара. Од свог супруга била је млађа осамнаест година. Имали су двоје деце сина Јурија (1888-1955) и ћерку Јекатерину (рођена 1894).
Крајем 1903. године Марија Фјодоровна напушта породицу и супруга и постаје ванбрачна супруга Максима Горког. Другог супруга напушта 1918. године.
Након коначног раскида са Горким Андрејевна започиње аферу са седамнаест година млађим глумцем, Петром Кручковим, који је био запослен у Народном комесаријату унутрашњих послова НКВД, а радио је по њеној препоруци као секретар.
Умрла је 8. децембра 1953. године и сахрањена у Москви на гробљу Новодевичје.

## Каријера
Прву аматерску улогу добија са осамнаест година када наступа на позоришној сцени у Казању. Убрзо, 1886. године, преселила се са породицом у Тбилиси у Грузију. У тадашњем позоришту глумила је пет година, студирала певање и наступала у операма и постајала све успешнија глумица.
По повратку у Москву, по први пут је наступила на професионалној сцени 15. децембра 1894. године са Константином Станиславским, глумцем и уметничким руководиоцем позоришта у Москви. У периоду од три године у позоришту је одиграла једанаест различитих улога и на себе привукла велику пажњу критичара. Највећи успех постигла је од 1898—1905. године.
У периоду од 1902—1903. године одиграла је петнаест главних улога у представама Антона Чехова, Максима Горког, Александра Островског, Гехарта Хауптмана и Виљема Шекспира.
Марија је изненада почела да се интересује за марксистичке литературе. Тајно се придружила Руској социјал-демократско радничкој партији и 1902. године одлучила је да напусти глуму.

## Живот са Максимом Горким
Максима Горког први пут је срела 1900. године у Севастопољу. Године 1903. постала је његова ванбрачна супруга, са којим је 1906. године напустила Русију. Извесно време су путовали по САД, а затим су се населили у Капри, Италија. За време боравка у Италији упознала је Ану Александровну Луначарску, супругу Анатолија Васиљевича Лунчарског и сестру Александра Богданова.
Већ од 1914. године, била је активна у покушајима да се промовише класично позориште за ширу публику. Тек након што је Октобарска револуција завршена, замисли су почеле да јој се остварују.
Између 1918. и 1921. године, била је комесар позоришта и јавних извођења у Санкт Петербургу (тадашњем Петрограду). У јануару 1919. године, отворено је драмско позориште, Бољшој театар, чијем је развоју знатно допринела. Анатолиј Луначарскои предложио је Андрејевну за свог заменика ликовне секције у Петрограду. Петровградски савез одбио је да потврди њену номинацију, али захваљујући интервенцији Владимира Илича Лењина, номинација је потврђена.
Након седам година, враћа се на велику сцену позоришта где повремено добија улоге. Најзначајнији део периода од 1919—1926. године, остварила је улогом у Шекспировом комаду Магбет у истоименом комаду.
Између 1931. и 1948. године именована је за директора Универзитета у Москви.

## Признања
Поред других признања, одликована је два пута Орденом Лењина, као највишим тадашњим одликовањем у Совјетском Савезу и то за организационе активности и за државне заслуге.

## Филмови
- Пријатељ Горки - Андрејев - документарни филм о глумици М. Ф Андрејевној и њеном односу са М. Горким (1966),
- Николај Бауман - играни филм о руском револуционарном Николају Бауману (1873-1905),
- Труст (1975),
- Под знаком Шкорпије - Историјски и биографски филм посвећен судбини Максима Горког (1995),
- Ропство страсти - играни филм.

## Портрети
- Портрет Марије Фјодоровне Андрејевне (1905). Илија Репин
- Портрет Марије Фјодоровне Андрејевне (1910). Исак Бродски